# Az Amerikai Egyesült Államok belbiztonsági minisztereinek listája
Az Amerikai Egyesült Államok belbiztonsági minisztere az Egyesült Államok Belbiztonsági Minisztériumának vezetője, amelynek feladata az Egyesült Államok közbiztonságának biztosítása. A miniszter az Egyesült Államok kabinetjének tagja. A pozíciót a belbiztonsági törvény hozta létre a 2001. szeptember 11-ei terrortámadásokat követően.
Az új minisztérium elsősorban a belbiztonságban betöltött szerepe miatt a kabinet más osztályaitól átvett feladatköröket töltött be, mint például a parti őrség, a Szövetségi Védelmi Szolgálat, az Egyesült Államok Vám- és Határőrsége, a Bevándorlási és Vámügyi Hivatal (amely magában foglalja a Belbiztonsági Nyomozószolgálatot), az Egyesült Államok Sürgősségi Irányító Ügynöksége és a Titkosszolgálat.
A jelenlegi belbiztonsági miniszter Kristi Noem 2025. január 25-től.

## Miniszterek
| Hely | Belbiztonsági miniszter | Belbiztonsági miniszter | Belbiztonsági miniszter | Állam             | Hivatali idő kezdete | Hivatali idő vége   | Elnök | Elnök          |
| Hely | Portré                  | Név                     | Párt                    | Állam             | Hivatali idő kezdete | Hivatali idő vége   | Párt  | Név            |
| ---- | ----------------------- | ----------------------- | ----------------------- | ----------------- | -------------------- | ------------------- | ----- | -------------- |
| 1    |                         | Tom Ridge               |                         | Pennsylvania      | 2003. január 24.     | 2005. február 1.    |       | George W. Bush |
| -    |                         | James Loy               |                         | Pennsylvania      | 2005. február 1.     | 2005. február 15.   |       | George W. Bush |
| 2    |                         | Michael Chertoff        |                         | New Jersey        | 2005. február 15.    | 2009. január 21.    |       | George W. Bush |
| 3    |                         | Janet Napolitano        |                         | Arizona           | 2009. január 21.     | 2013. szeptember 6. |       | Barack Obama   |
| -    |                         | Rand Beers              |                         | Washington, D. C. | 2013. szeptember 6.  | 2013. december 23.  |       | Barack Obama   |
| 4    |                         | Jeh Johnson             |                         | New Jersey        | 2013. december 23.   | 2017. január 20.    |       | Barack Obama   |
| 5    |                         | John F. Kelly           |                         | Massachusetts     | 2017. január 20.     | 2017. július 31.    |       | Donald Trump   |
| –    |                         | Elaine Duke             |                         | Ohio              | 2017. július 31.     | 2017. december 6.   |       | Donald Trump   |
| 6    |                         | Kirstjen Nielsen        |                         | Florida           | 2017. december 6.    | 2019. április 10.   |       | Donald Trump   |
| -    |                         | Kevin McAleenan         |                         | Hawaii            | 2019. április 10.    | 2019. november 13.  |       | Donald Trump   |
| -    |                         | Chad Wolf               |                         | Virginia          | 2019. november 13.   | 2021. január 11.    |       | Donald Trump   |
| -    |                         | Pete Gaynor             |                         | Rhode Island      | 2021. január 11.     | 2021. január 20.    |       | Donald Trump   |
| -    |                         | David Pekoske           |                         | Connecticut       | 2021. január 20.     | 2021. február 2.    |       | Joe Biden      |
| 7    |                         | Alejandro Mayorkas      |                         | Washington, D. C. | 2021. február 2.     | 2025. január 20.    |       | Joe Biden      |
| -    |                         | Benjamine Huffman       |                         | Texas             | 2025. január 20.     | 2025. február 25.   |       | Donald Trump   |
| 8    |                         | Kristi Noem             |                         | Dél-Dakota        | 2025. január 25.     | hivatalban          |       | Donald Trump   |